# Juan Cruz Mateo

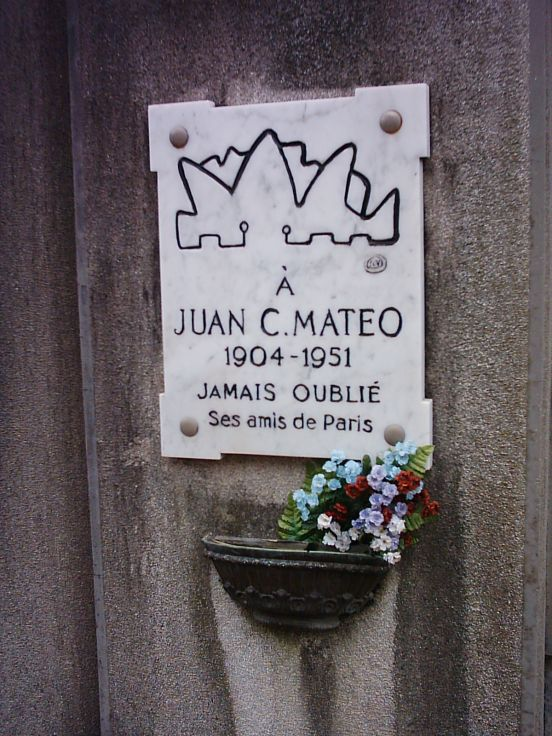
Lápida de Juan Cruz Mateo en el Cementerio de La Plata, Argentina.

Juan Cruz Mateo (Ensenada, 25 de diciembre de 1904 – La Plata, 11 de julio de 1951) fue un músico de tango y pintor argentino.

## Biografía
Nació en 1904 en la ciudad de Ensenada, donde su padre trabajaba como administrador del Puerto de La Plata.
De pequeño se notó su afición por la música, estudiando violín, violonchelo y piano en la Academia de Bellas Artes y en el Conservatorio Santa Cecilia, ambos de la ciudad de La Plata. A sus 14 años debutaba en dicha ciudad en la Confitería París, actuando como violonchelista en la orquesta de "Ramito" (Ángel Eladio Ramos). En 1920 y a sus 15 años continuaría en el conjunto de Ponciano García, donde habitualmente tocaba piano, violín y bandoneón. A los 20 años participaba como músico en el Cine Bar Colón de La Plata, mientras incursionaba en la ciudad de Buenos Aires.
Se radica en París en 1931, donde tiempo después contrae matrimonio y tiene una hija. Allí comienza a trabajar con Carlos Gardel, dirigiendo la orquesta y tocando el piano en las películas Espérame, La casa es seria y Melodía de arrabal. Junto a él también hizo decenas de canciones, siendo el pianista que más veces grabó con Carlos Gardel.
Durante 1932 formó parte del Trío Buenos Aires, junto al guitarrista Rafael Iriarte y Juan Carlos Marambio Catán. Recorrió Europa durante varios años, regresando a La Plata en 1938 y volviendo al poco tiempo a París.
Nuevamente en Francia, fue abandonando el tango y dedicándose a la pintura futurista. Obtuvo el Gran Premio de Francia y Colonias por sus obras, convirtiéndose así en un pintor de renombre.
Regresó a La Plata en 1949. Sus pinturas se expusieron en el Cine Bar Colón, que lo había visto nacer como músico, y en la Galería Peuser de Buenos Aires. Exhibió los cuadros Ciclistas y Cabello de lino en el Museo Provincial de Bellas Artes, mientras que Pizarro en París y Autorretrato estuvieron en el Museo Municipal de Arte Moderno.
Enfermo de cáncer, murió el 11 de julio de 1951 en el Hospital Policlínico "San Martín" de La Plata.